# パンドーラ (吉川晃司の曲)
「パンドーラ」は、吉川晃司が2002年6月26日にリリースした30枚目のシングル。CD EXTRA仕様。

## 収録曲
1. パンドーラ
作詞：吉川晃司・松井五郎／作曲・編曲：吉川晃司・ホッピー神山
2. ナイフ (survival version)
作詞：松井五郎／作曲：吉川晃司
3. パンドーラ (Darka mix)
リミックス：Kenji Jammer
4. パンドーラ（オリジナル・カラオケ）

## タイアップ
| 楽曲       | タイアップ                     | 出典 |
| ---------- | ------------------------------ | ---- |
| パンドーラ | NHK『BEAT MOTION』テーマソング |      |

## 収録アルバム
- パンドーラ
  - PANDORA（2002年）
  - KEEP ON SINGIN'!!!!!〜日本一心〜（2011年）
  - SINGLES+（2014年）
- パンドーラ (Darka mix)
  - Disco K2 〜Kikkawa Koji Dance Remix Best〜（2007年）